# 快速急行
快速急行（かいそくきゅうこう）は、日本の私鉄で運行されている列車種別のひとつ。英語表記はRapid Express。また事業者によっては日本語表記が快急、英語表記がRapid Exp.と略されることもある｡
特急と急行の中間に相当する種別で、停車駅は基本的に特急より多く（例外あり）、急行より少なく設定される。特急の補完あるいは急行の速達化を目的に設けられるが、特急・急行のどちらに近い種別と位置付けられるかは事業者・路線によって異なる。なお同時に運行している特急が有料列車のみであるときは、料金が別にかからない列車としては最速達種別（JRにおける「特別快速」もしくは「新快速」に相当する種別）となる。なお急行が運行されない路線（あるいはその停車駅が多い路線）では代わりに料金不要の特急が運行され、その上位種別として同じく料金不要の「快速特急」「快特」が運行されるケースもある（快速特急と快速急行が併存している路線も存在する）。
定期列車では南海電気鉄道が1958年(昭和33年)に設定したことが始まり（臨時列車を含めれば前年の1957年に小田急電鉄で運転開始）とされ､以降1972年（昭和47年）に近畿日本鉄道､1976年（昭和51年）に東武鉄道でも設定されたのが初期の例として挙げられる｡
日本国有鉄道およびJRでは快速と急行が混ざっており、急行料金を必要とする急行と、普通車の自由席は料金不要の快速（普通列車の一種）との間で混乱をきたす恐れがあるため、「快速急行」の種別名は使用していない｡
各社の運行状況は以下の項目を参照のこと｡

## 西武鉄道
西武鉄道は池袋線で1980年（昭和55年）3月17日から運転している。2012年（平成24年）6月までは新宿線でも運転していた。2020年（令和2年）3月14日にダイヤ改正を実施し、新宿線で再び運行を開始した。

### 池袋線

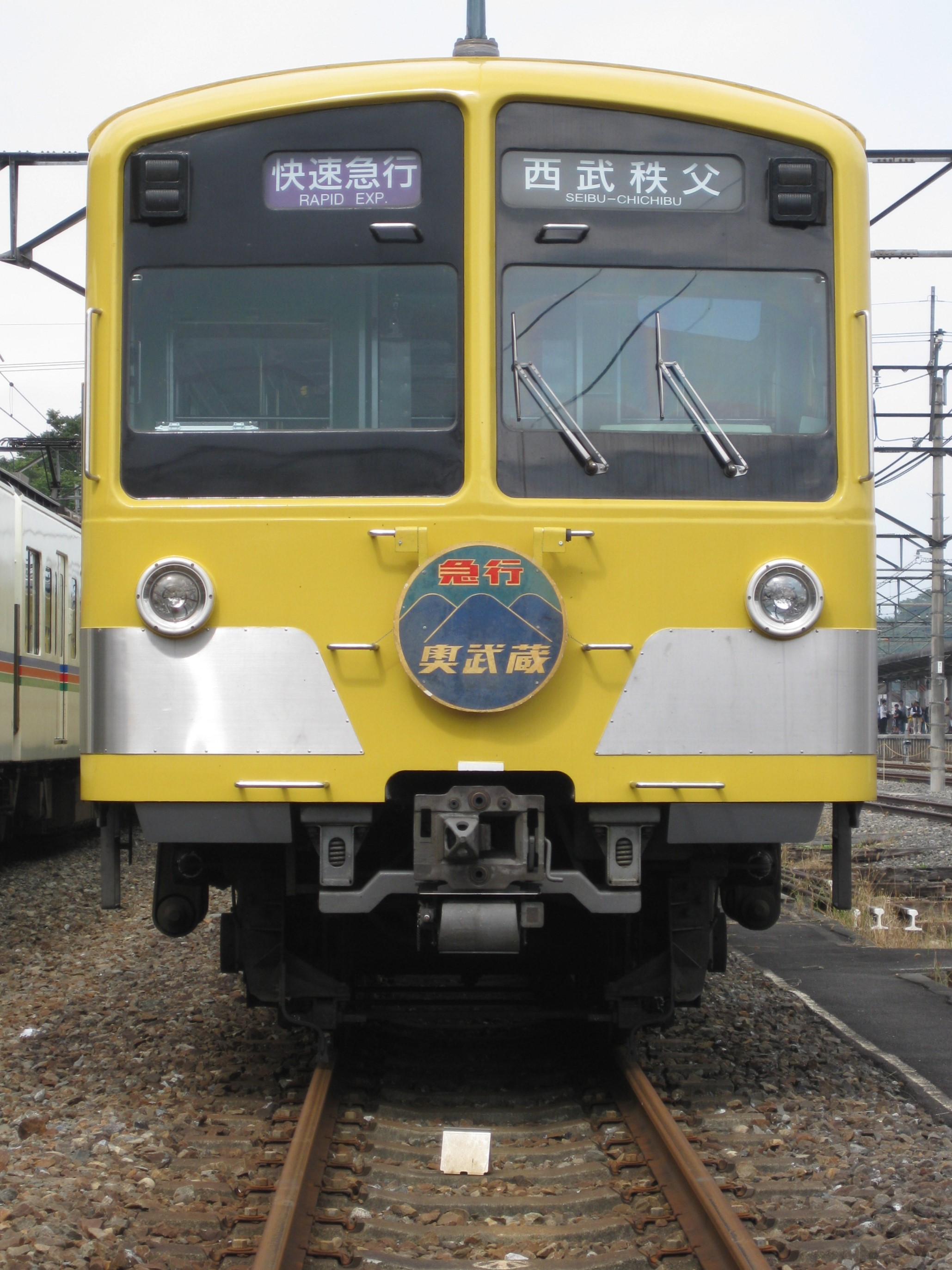
横瀬車両基地でのイベント時に運転された「急行 奥武蔵」のヘッドマークを付けた快速急行

池袋線では、2022年（令和2年）3月12日より平日朝の通勤ラッシュ時間帯の上り1本のみ飯能→池袋駅間、土休日夕方に西武秩父→池袋間および東京メトロ（地下鉄）直通の快速急行が平日9 - 16時台、土休日は8 - 17時台に30 - 60分間隔で設定され、横浜高速鉄道みなとみらい線元町・中華街駅から飯能まで最速95分で結ぶ。なお平日のみ有楽町線新木場発の列車も設定されている。
（西武線）池袋駅行き列車の停車駅は池袋 - 石神井公園 - ひばりヶ丘 - 所沢 - 小手指 - 入間市 - 飯能で、飯能 - 西武秩父間は各駅に停車する。地下鉄有楽町線・副都心線直通電車の停車駅は小竹向原 - 練馬 - 石神井公園 - ひばりヶ丘 - 所沢 - 小手指（平日すべてと土休日の一部はここで終着） - 入間市 - 飯能。飯能より先東飯能方面へは臨時列車以外乗り入れない。埼玉西武ライオンズの主催試合など、西武ドームでのイベント開催時には、小手指行きのみなとみらい線・東急東横線・副都心線直通快速急行を西武球場前行きの快速に変更する場合がある。この場合、ひばりヶ丘駅始発の快速急行小手指行きを臨時運行し、所沢・小手指方面への速達性を保っている。
かつては所沢 - 飯能間はノンストップであったが、1993年（平成5年）12月6日のダイヤ改正で現在の停車駅となった。
かつて存在した秩父鉄道秩父本線直通列車にはボックスシートを持つ4000系が使われ、三峰口発着と長瀞発着が併結運転され、横瀬駅で分割・併合を行っていた。西武線内の列車は一般の4扉車を使用する。
1960年代頃より、春・秋の観光シーズンに池袋 - 吾野に「急行 奥武蔵」「急行 伊豆ヶ岳」「急行 正丸」などの愛称が付けられた列車が運行されていた（西武秩父線開業後は西武秩父に延長）。後に「奥武蔵」に愛称が統一され「奥武蔵」が1980年3月17日改正で快速急行に格上げ後もヘッドマーク表示は「急行」のままであったが、その後ヘッドマークを新デザインに更新した際に急行の文字が取り払われ、現在は「奥武蔵」のみの表示となっている。その他、不定期にヘッドマークを付けて運行される列車もある。
2013年（平成25年）の快速急行の地下鉄直通設定に伴い、同年3月15日まで運転されていた平日昼間の池袋 - 飯能間の快速急行は急行に格下げされた。ただし、直通先で輸送障害が起きて直通運転中止になると、臨時として西武線池袋まで運行することがある。その際、東京メトロ10000系電車や東急5050系電車が運用される場合もある。
2016年3月26日のダイヤ改正以降は、日中時間帯のみなとみらい線元町・中華街駅 - 小手指駅・飯能駅発着の列車でみなとみらい線・東横線内を特急、副都心線内を急行運転する列車に「Fライナー」の愛称が付けられる。
なお、2020年3月7日まで休日には行楽用として朝の下り2本と夕方上り1本運転され、西武線池袋駅から飯能を経て西武秩父線へ直通し、一部列車はさらに秩父鉄道へ直通した列車が存在した。
また2020年3月14日ダイヤ改正から新桜台駅を通過するようになった。

### 新宿線
新宿線の快速急行は、1998年（平成10年）3月から2012年（平成24年）6月まで運転されていた。2008年（平成20年）6月14日ダイヤ改正までは「川越号」の愛称があった。平日の昼間時に急行の速達列車及び特急「小江戸」号の補完列車として西武新宿駅 - 本川越駅間で運行されていた。廃止時の停車駅は西武新宿線を参照のこと。2020年3月14日にダイヤ改正を行い、土休日の日中に、本川越行き下り2本の運行を開始した。
1998年（平成10年）3月のダイヤ改正以前に運転されていた快速急行には以下の例がある。
- 西武新宿駅 - 本川越駅間。土休日運転で通称「ゴルフ急行」。停車駅は西武新宿駅 - 高田馬場駅 - 鷺ノ宮駅 - 田無駅 - 所沢駅 - 狭山市駅 - 本川越駅。1993年（平成5年）のダイヤ改正により特急「小江戸」の運転が開始されたことで一旦廃止となった。
- 西武新宿駅 - 西武園駅間、西武新宿駅 - 西武遊園地駅（現：多摩湖駅）間。土休日運転（西武園発着列車は西武園競輪開催時（平日も含む）のみ運転）。停車駅は急行停車駅から花小金井駅と久米川駅を除いたもの。なお、久米川駅は一列車あたりの乗降客数が新宿線では上位にあるにもかかわらず、通過扱いとなったため、快速急行廃止運動が展開された。2012年（平成24年）の快速急行廃止は、結果として久米川住民の悲願が叶ったことになる。また、西武遊園地行きの小平駅以西停車駅は萩山駅のみであったのが、1996年のダイヤ改正からは八坂駅・武蔵大和駅のホーム延伸工事の完成によって両駅に停車するようになった（その影響で、多摩湖線国分寺駅 - 西武遊園地駅間に運転されていた準急はこの改正で各駅停車に格下げされた）。1998年（平成10年）のダイヤ改正により同区間運転の急行へと格下げされた（その後、西武遊園地→多摩湖行き急行は現存、西武園行き急行は廃止）。
- 西武ライオンズ球場での野球開催時には、西武新宿駅始発で狭山線に乗り入れる西武球場前駅行きの快速急行（これは前述の西武遊園地行きの快速急行を行き先変更したもの）が運転されていたが、1998年3月のダイヤ改正で急行に格下げされている。
- 2021年より、快速急行が復活。運行は、土日祝日に2本（西武新宿→本川越）。途中停車駅は、高田馬場・田無・東村山・所沢・新所沢と、新所沢からの各駅。2022年には1本に減便。

## 東武鉄道
東武鉄道では現在、東上本線で運行されている。
2008年（平成20年）6月14日のダイヤ改正よりTJライナーの運行が開始されたことに伴い、改正前の特急に相当する列車の種別として導入された。登場時の停車駅は、池袋 - 和光市 - 志木 - 川越 - 川越市 - 坂戸 - 東松山以北の各駅。従来から運行されている急行や、2013年（平成25年）から運行が開始された快速の上位列車となる。また、TJライナーと比較すると、和光市と志木に停まる一方でふじみ野を通過する。しかし、2023年（令和5年）3月18日のダイヤ改正により、Fライナー急行がFライナー快速急行に格上げされた。また、停車駅が志木駅から朝霞台に変更となり、川越から先は各駅に停車するようになった。朝霞台駅への停車駅変更は武蔵野線との乗り換え客が多いためで、川越駅以北の各停化は日中時間帯に運行されるFライナーの快速急行化に伴い、川越市駅から先の区間でダイヤを等間隔にするため。
2016年（平成28年）3月26日のダイヤ改正から、みなとみらい線元町・中華街駅から東急東横線・東京メトロ副都心線直通森林公園発着の快速急行が下りは午前中に3本（うち2本は菊名発、副都心線内急行、東横線・みなとみらい線内は元町・中華街発1本が特急、菊名発2本が急行）、上りは夕方に2本新設された（副都心線内急行、東横線・みなとみらい線内特急）。車両は下り1本が東京メトロ車、それ以外は東急車が使用されている。2019年3月16日のダイヤ改正では、下り列車の運行区間が森林公園から小川町まで延長された。
そして2023年3月18日ダイヤ改正から菊名発の1本が相鉄線の海老名始発となった（相鉄線内特急、東横線・副都心線内急行）。
全列車10両編成で運転される。池袋発着は平日土休日問わず上下方向どちらも午前中に運転され、上り1本のみTJライナーの送り込みのため、深夜に運転され50090型限定運用で、座席をクロスシートにして運行されている。 2023年のダイヤ改正前の夕方上りは、土休日の副都心線直通列車を除いてTJライナーの送り込みを兼ねていた。TJライナーの送り込み以外の列車は特に使用車両は限定されない。
地下鉄直通列車で運転される快速急行は、全て副都心線方面へ直通する。日中時間帯を中心に設定されており、ほとんどがFライナーとして運行される。

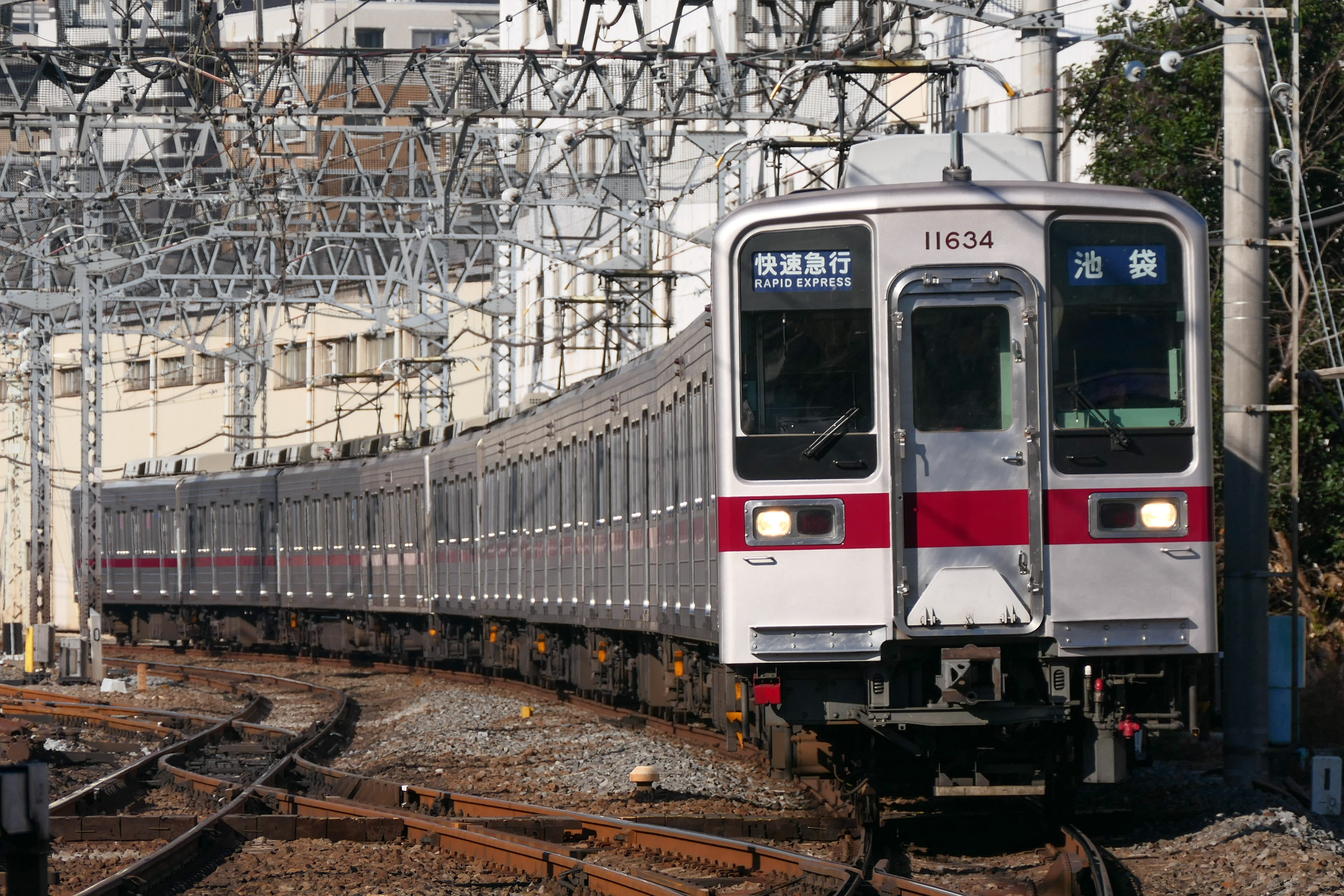
東上本線の快速急行（10030型）
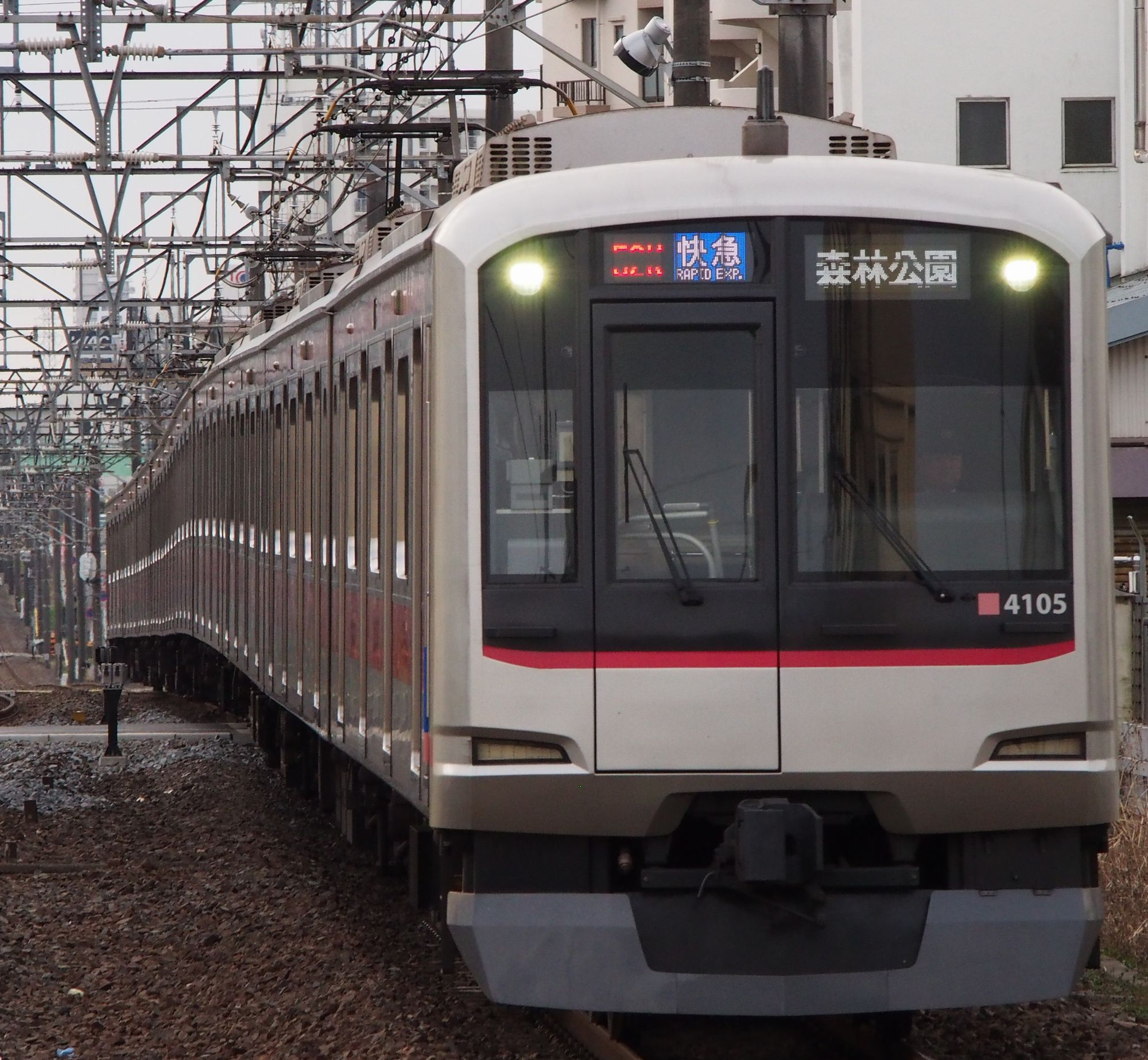
みなとみらい線・東横線・副都心線直通の快速急行（東急5050系4000番台）

## 小田急電鉄

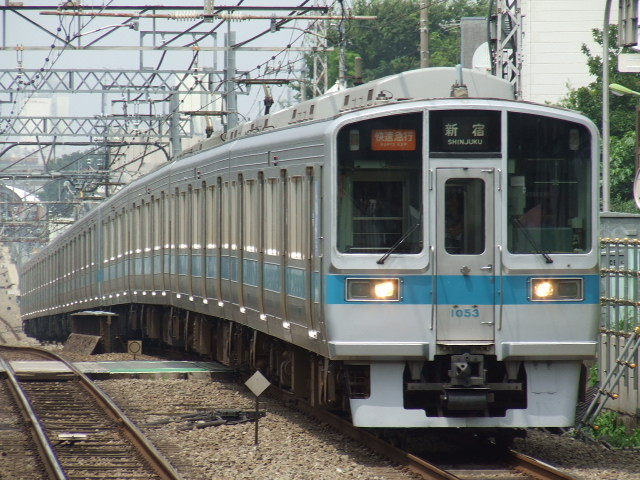
小田急電鉄の快速急行（2007年6月撮影）

小田急電鉄では、それまで存在した湘南急行を発展させるかたちで2004年12月11日より運転を開始した。
2018年3月17日のダイヤ改正で、多摩線への乗り入れを開始し、停車駅に登戸駅、栗平駅、小田急永山駅、小田急多摩センター駅、唐木田駅が追加された。
小田原線の新宿 - 小田原で運行される系統と、江ノ島線に直通し新宿 - 藤沢で運行される系統が存在している。日中時は毎時各3本（新宿 - 相模大野間は併せて毎時6本）、平日朝ラッシュ時の上りでは毎時各6本（後者は江ノ島線内急行、新宿 - 相模大野間は併せて毎時12本）設定されている。平日夕ラッシュ時の下りでは毎時各3本のほか、多摩線に直通し新宿 - 唐木田で運行される系統が1本設定されている（新宿 - 相模大野間は併せて毎時6本）。
全列車が10両編成で、途中駅での分割併合はない。輸送障害時など、所定の行先ではなく町田・相模大野など途中駅で打ち切りや折り返しとなる場合がある。かつては深夜帯に相模大野行きが平日に2本設定されていたが、2018年3月のダイヤ改正で消滅した。
新宿 - 相模大野間は、代々木上原・下北沢・登戸・新百合ヶ丘・町田に停車する。これは、急行よりも3駅（経堂・成城学園前・向ヶ丘遊園）少ない。また、2018年3月19日より運行を開始した通勤急行とは千鳥停車の関係にあり、通勤急行が通過する登戸に停車し、通勤急行が停車する成城学園前・向ヶ丘遊園を通過する。
なお、定期列車には存在しないものの、東京メトロ千代田線直通の臨時快速急行（湘南マリン号、丹沢もみじ号）が運行されることがある。

### 小田原方面
新宿 - 小田原間を結ぶ列車のうち、相模大野より西側は、途中海老名と本厚木 - 開成間の各駅に停車する。全列車が10両編成で運転されるため、2018年3月16日まで6両編成の急行（●急行、通称赤丸急行）が停車していた開成 - 足柄間は、ホーム有効長の関係から通過する。これは10両編成で運行される急行も同様（これらの駅では2018年3月17日からは急行停車駅から外れた）。このうち、開成駅では10両編成対応工事の完了に伴い、2019年3月16日のダイヤ改正で、2018年3月のダイヤ改正以来1年ぶりの急行停車の再開と同時に、ほぼ全ての快速急行を新松田 - 小田原間で急行に種別変更して停車していたが、2025年3月のダイヤ改正で快速急行が開成にも停車となり、種別変更はなくなった。
なお、2012年3月17日ダイヤ改正までは平日のみ毎時1本運行で、休日は朝夕の3本のみだった。
同ダイヤ改正から、それまで土休日に設定されていた江ノ島線直通の特急「えのしま」のスジを転用して日中にも毎時1本運行されるようになった。その後、2016年3月26日のダイヤ改正では、日中時間帯における小田原方面の快速急行を毎時3本20分間隔での運行となるが、このうち1本は新松田発着となっていた。
なお日中は上り・下りともに新百合ヶ丘で新宿発着（2018年3月16日までは千代田線直通）の多摩線唐木田発着急行と接続する（ただし、下りは相互接続ではないので快速急行から急行への乗り換えはできない）。

### 藤沢方面
新宿 - 藤沢間のうち、相模大野より南側（江ノ島線内）では、途中中央林間・大和・湘南台・藤沢のみ停車し、急行の停車する南林間と長後は通過する。また、片瀬江ノ島発着の列車は土曜・休日ダイヤのみで、2018年3月16日まで6両編成の急行が停車していた本鵠沼・鵠沼海岸もホーム有効長の関係から通過する（これらの駅では2018年3月17日からは急行停車駅から外れた）。2016年3月26日実施のダイヤ改正以降では、昼間時間帯に藤沢方面の快速急行を従来の毎時2本30分間隔から毎時3本20分間隔となり、小田原線系統と重複する新宿 - 相模大野間では毎時6本約10分間隔での運転に増強されている。全列車が藤沢発着で運行される。
2018年3月16日までは、日中の上り・下り共に、代々木上原で千代田線直通の急行と、相模大野で新宿発着の小田原方面の急行と接続するダイヤが組まれていた（ただし代々木上原では相互接続ではないので下りは急行から快速急行へ、上りは快速急行から急行へ乗り換えることはできない）。2018年3月17日から2022年3月11日までは、前者は新宿発着となったため代々木上原での接続が無くなり、後者は上りでは新百合ヶ丘で新宿発着の小田原方面の急行と接続するダイヤが組まれている（下りは引き続き相模大野で接続する）。
2022年3月12日ダイヤ改正までは、休日ダイヤにおいて多くの列車が片瀬江ノ島まで乗り入れていた。

### 唐木田方面
2018年3月17日から平日朝夕下り、土休日朝下り・上りと夜下りに設定されている。多摩線内の停車駅は通勤急行停車駅と同一。なお、日中帯は運行されないものの、先述の通り新宿行きの急行が新百合ヶ丘で小田原方面からの快速急行と接続している。

## 富山地方鉄道
富山地方鉄道の本線・立山線では1997年より平日朝に、電鉄富山駅 - 立山駅間で下り1本が運行されている。本線急行との差異は電鉄富山駅 - 寺田駅間でも速達運転を行う点にある。
- 停車駅（電鉄富山 - 立山間）
  - 電鉄富山駅 - 寺田駅 - 五百石駅 - 岩峅寺駅 - 千垣駅 - 有峰口駅 - 本宮駅 - 立山駅

なお自動方向幕に快速急行の種別幕が無いため紙に印刷した物が置かれている（車両によってはヘッドマークが掲出される）。種別幕には「急行」の表示が出ている。ワンマン運転時の放送は快速急行の放送が設定されており平日朝は車掌が乗務する。
かつては本線の宇奈月温泉駅 - 電鉄富山駅間にも上りに1本が設定されていたが、2018年3月のダイヤ改正では急行に変更され廃止されている。
- 停車駅（宇奈月温泉 - 電鉄富山間）
  - 宇奈月温泉駅 - 音沢駅 - 内山駅 - 愛本駅 -  下立駅 - 下立口駅 - 浦山駅 - 栃屋駅 - 若栗駅 - 舌山駅 - 新黒部駅 - 長屋駅 - 荻生駅 - 東三日市駅 - 電鉄黒部駅 - 電鉄石田駅 - 経田駅 - 新魚津駅 - 電鉄魚津駅 - 西魚津駅 - 滑川駅 - 中滑川駅 - 中加積駅 - 上市駅 - 寺田駅 - 稲荷町駅 - 電鉄富山駅

## 名古屋鉄道
名古屋鉄道における快速急行は1995年から2003年にかけて運転されていたものと、2005年以降に運転系統を変えて再度運転されるようになったものがある。また、1995年以前にも「快速急行」の名称が用いられたことがある。

### 1995年以前の快速急行
1983年に、正式な種別ではなかったが、移転した日本福祉大学の美浜キャンパスへの通学輸送のために増発した内海行き急行が「快速急行」と表示されて運行されていた。これは神宮前駅以南に多くの特別通過が設定されたことにより、通常の急行と比べて停車駅が大幅に少なくなっていたためで、
誤乗車を防止するために行われた措置であった。
- 停車駅（神宮前 - 内海間）
  - 神宮前駅 - 太田川駅 - 知多半田駅 - 知多武豊駅 - 富貴駅 - 上野間駅 - 知多奥田駅 - 野間駅 - 内海駅

1988年以降は「高速」に昇格したため、この「快速急行」は消滅している。
このほかにも、臨時列車として増発された1993年7月29日に三河線豊田市行の急行に「快速急行」の名称が使用されたことがある。

### 快速急行（初代）
1995年4月5日のダイヤ改正で、全車一般席の特急を改称した快速急行が登場した。その後、金山駅発着の常滑線への普通列車を延長するして新一宮駅（現在の名鉄一宮駅）から運行する列車も設定されていた（新一宮駅 - 金山駅間：快速急行、金山駅以南：普通）。しかし、この快速急行は、改正毎に運転本数が減らされ、2003年3月27日の改正で一部特別車特急に統合され消滅した。
当時の快速急行の停車駅は特急停車駅（当時特別停車扱いだった国府宮駅と新安城駅を含む）+鳴海駅だったが、特急への統合後も停車駅の変更はなく、鳴海駅に特別停車する扱いとなっていた。その後豊橋駅まで延長運転するようになったため、延長運転時より国府駅にも特別停車していた。
このほかにも、正月の豊川線での折り返し運転列車で「快速急行」の名称が使用されたことがある。ただし7000系電車が豊川線の増発列車として快速急行に用いられた際は種別幕は白幕となっており、「快速急行 豊川稲荷」と書かれた特別の系統版を装着しての運行だった。

### 快速急行（2代）
2005年1月29日の空港線開業に伴うダイヤ改正から、それ以前の急行の標準停車駅及び特別停車駅の整理を行って再登場した。急行以上特急未満の位置付けは同じだが、旧快速急行は特急系列車だったのに対し、現快速急行は急行系列車となっており、その性質は全く異なる。名古屋本線と常滑線でのみ、急行と標準停車駅が異なる。以下は現在運転されている快速急行についての記述である。

#### 名古屋本線・豊川線

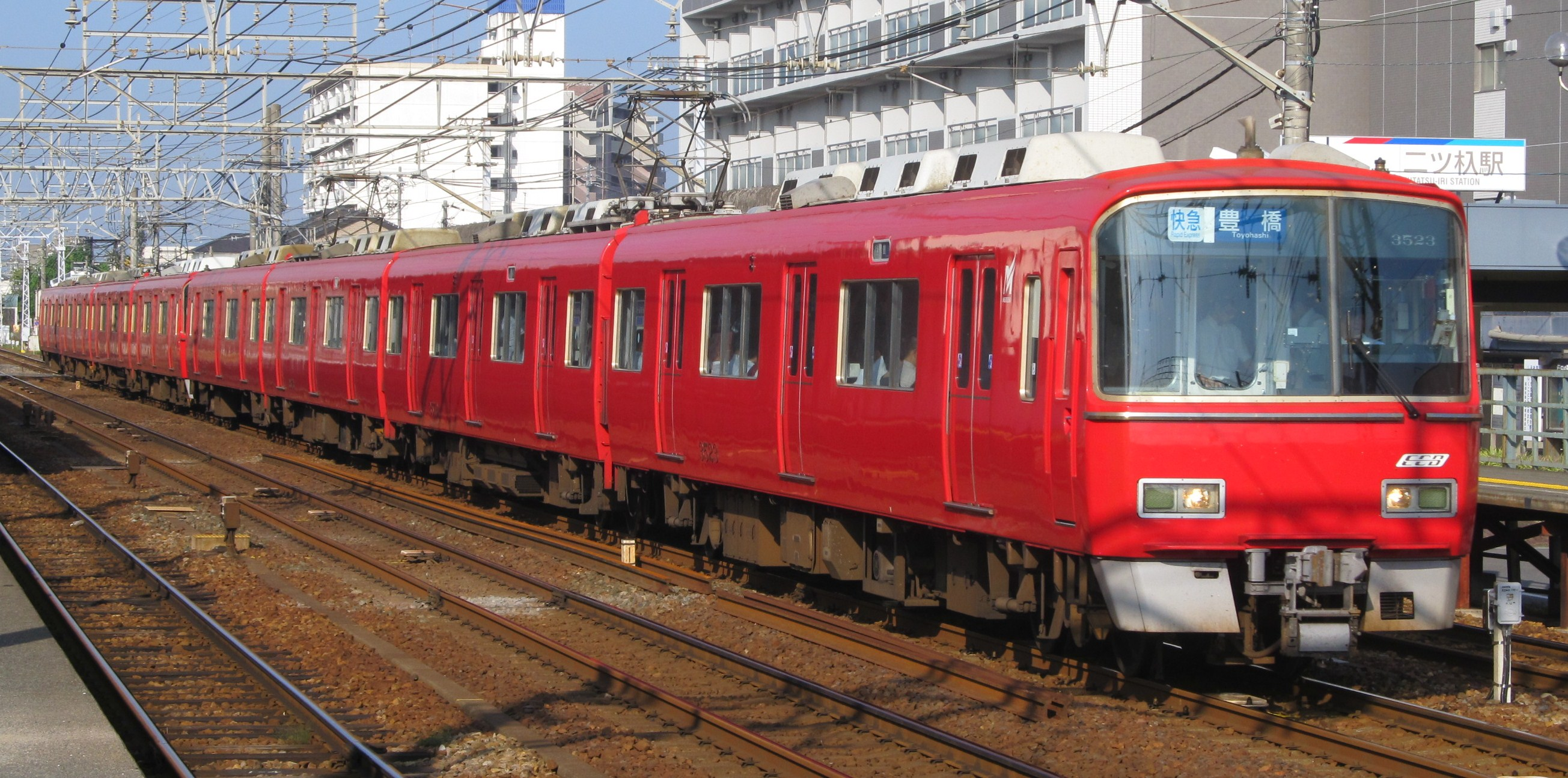
現在では名鉄岐阜 - 神宮前間のみ設定されている名古屋本線の快速急行（二ツ杁駅、2014年9月撮影）。本線東部へ向かう列車は名鉄名古屋駅で急行以下に種別変更される。

2005年1月29日のダイヤ改正より終日設定され、改正以前より急行標準停車駅にのみ止まっていた列車を「快速急行」とし、急行標準停車駅と栄生、大里にも特別停車していた列車を「急行」とした（これにより、栄生、大里は急行標準停車駅に格上げ）。なお、豊川線内の停車駅は急行と同一であった。同線では、それまで本線系統（豊橋 - 岐阜間）と豊川線直通系統（豊川稲荷 - 岐阜）の急行がそれぞれ毎時2本運行していたが、そのうち本線系統が快速急行となった。ただし、日中の下り（岐阜方面）は、豊川線直通系統が快速急行となり、本線系統は急行だった。
特別停車を減らす一環で登場させた快速急行であったが、本線東部区間（豊橋 - 神宮前）の標準停車駅は同じであり、朝ラッシュ時間帯には快速急行も特別停車や種別変更する列車が存在した。
2008年12月27日の改正からは、設定区間が名古屋本線神宮前駅 - 岐阜駅間に短縮、上り（豊橋・中部国際空港方面）のみの運転となった。昼間帯以降の快速急行は急行へ変更され、設定は朝方の数本のみとなる（2011年3月26日の改正で数本増発）。

#### 西尾線・津島線・尾西線

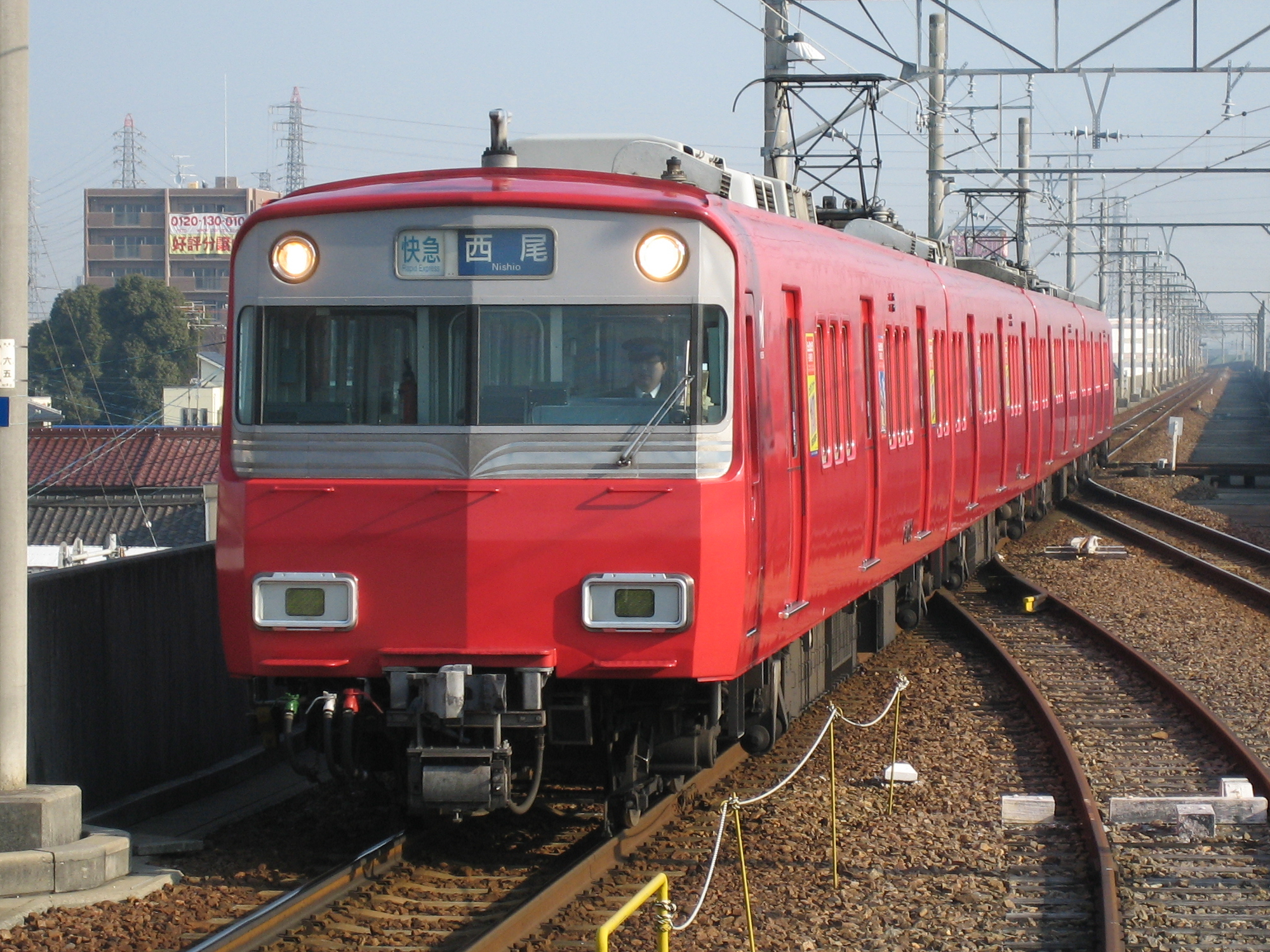
西尾線の快速急行（西尾駅、2006年3月撮影）。同列車は2008年6月の改正で吉良吉田に延長され、同年12月の改正で急行に変更された。

2005年1月29日のダイヤ改正で毎時1本設定されていた佐屋 - 西尾間の急行が快速急行となった。ただし、津島線・尾西線内は上り（名鉄名古屋・西尾方面）のみ快速急行で、下り（佐屋ゆき）は普通となった。津島線、尾西線、西尾線内の停車駅は急行同一だが、直通先の名古屋本線では栄生駅を通過した（改正前は、栄生駅に特別停車していた）。同区間には、全車特別車の特急が毎時1本設定されており、両系統を合わせて優等種別が約30分間隔で運行されるダイヤとなっていた。
2008年6月29日の改正で上述の特急が廃止され、また蒲郡線のワンマン運転区間が吉良吉田 - 蒲郡間に縮小されたため、快速急行の運転区間を吉良吉田まで延長（一部を除く）し、毎時2本へ増発された。また、西尾線では、同日に開業した南桜井駅にも停車する「準急」が新たに設定され、朝と夕方以降の快速急行は、西尾線内は準急に種別変更された。2008年12月27日の改正以降は快速急行が急行に格下げされ、現在に至る。
なお、2008年12月27日改正から2011年3月26日の改正まで、平日の朝ラッシュ帯において、津島線、尾西線では須ヶ口駅から名鉄名古屋駅まで快速急行に変わる国府ゆき（津島線・尾西線内普通。名鉄名古屋から急行）が1本設定され、また、名鉄岐阜駅から名鉄名古屋駅まで快速急行として運行する吉良吉田ゆき（名鉄名古屋から急行。西尾線内は準急）が1本設定されていた。
また2024年3月16日改正より平日の朝ラッシュ帯に名鉄一宮駅から名鉄名古屋駅まで快速急行として運行する吉良吉田ゆき（名鉄名古屋から普通、鳴海から急行）が1本設定された。

#### 常滑線・空港線・河和線・知多新線

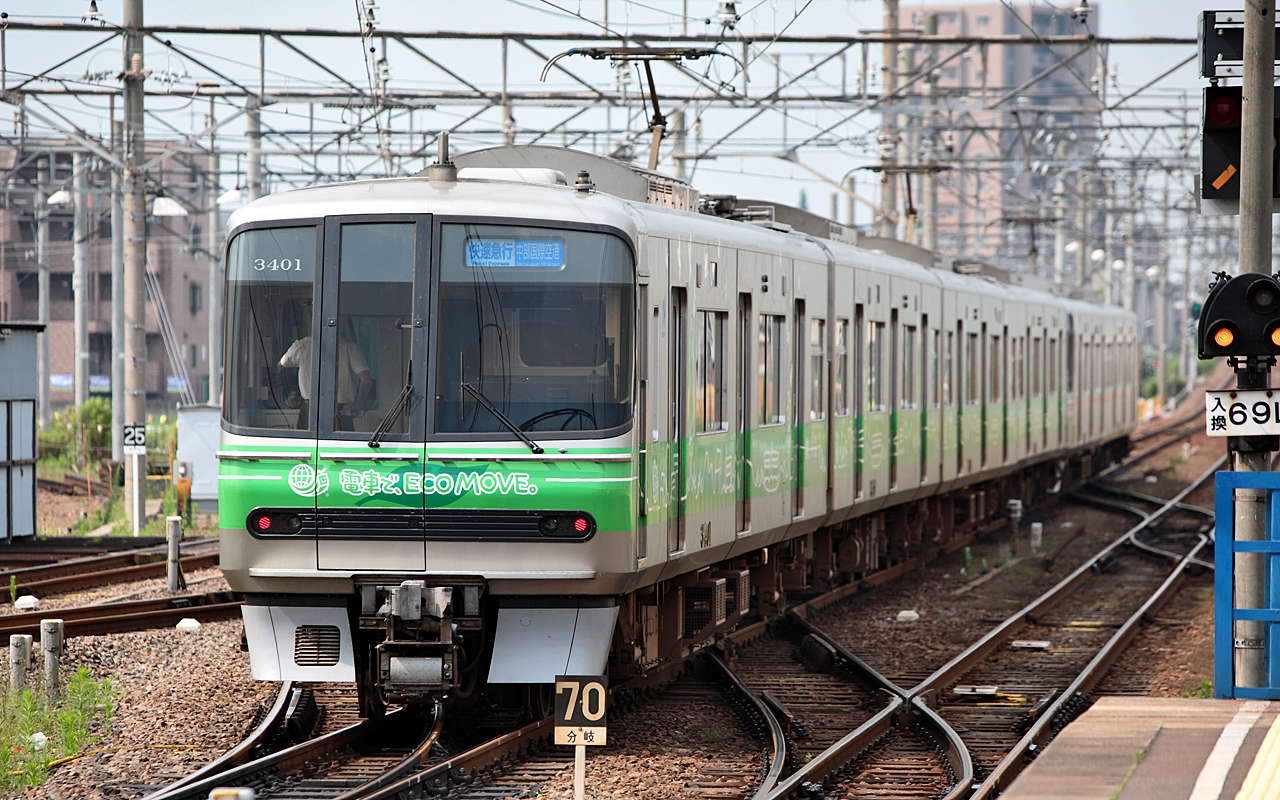
急行派生形としての快速急行（太田川駅、2008年7月撮影）。2008年12月の改正で中部国際空港ゆきの系統は特急に近い位置付けに変更された。

常滑線では2005年1月29日のダイヤ改正より、急行特別停車駅であった大江駅を通過する列車を「快速急行」とし、同駅にも停車していた列車を「急行」とした。空港線、河和線、知多新線の停車駅は急行と同じであり、運行本数は朝ラッシュ時間帯に数本設定されるのみであった。河和線、知多新線はこの時設定されたタイプの快速急行を現在まで踏襲している。
一方、常滑線、空港線では2008年12月27日の改正より全車一般車特急として運行されていた列車を快速急行へ改称し、停車駅も特急と同一にするなど、1995年に登場した初代快速急行に近い位置付けに変更された。2011年3月26日の改正では深夜便が再び全車一般車特急に戻されたが、2024年3月16日の改正では中部国際空港発23時台に1本増発されて深夜便が復活した。また、同年より愛知県国際展示場（Aichi Sky Expo）でイベントが開催される際に中部国際空港 → 金山で快速急行が臨時運行されることがある（全車一般車特急より変更）。

#### 犬山線・各務原線・広見線
犬山線では2005年1月29日のダイヤ改正で、同線の急行が特別停車していた名古屋本線の栄生駅を通過する列車が「快速急行」、停車する列車が「急行」になった。一方、同じく急行の特別停車駅であった扶桑駅は準急停車駅となったが、名古屋方面の快速急行のみ特別停車していた。設定本数は朝方の数本と少なく、犬山方面の1本には6000系列、名古屋方面の4本には3300・3500・3700系電車のいずれかが使用され、いずれも犬山駅（上りの2本のみ新鵜沼駅）以南は8両で運転されていた。なお、快速急行はこの時各務原線と広見線にも設定されていたが、実際に線内を快速急行として運行される列車はなく、また設定上の停車駅も急行と同一だった。
2008年12月27日改正以降は扶桑駅が快速急行停車駅となり、上り（名鉄名古屋方面）のみの設定となった。平日朝ラッシュ帯に上り4本が運行され、すべての列車が名鉄名古屋駅で種別変更する。2011年3月26日の改正からは2本に減少したが、このうち1本は各務原線の名鉄岐阜発で、各務原線内も快速急行として運行する（これにより、各務原線で初めて快速急行が運行されたことになる）。また、使用車両が2本とも5000系電車の8両編成（いずれも犬山駅以南）に変更された。なお、2023年3月18日の改正で各務原線内の列車は線内折り返しの普通のみとなり、快速急行は新鵜沼駅始発に短縮された。また、使用車両は2本とも3500・3700・3300・9500系電車に変更された。

## 近畿日本鉄道
近畿日本鉄道では、難波線・奈良線・大阪線・山田線・鳥羽線で定期に運転されているほか、南大阪線・吉野線でも臨時に運転されることがある。また、京都線でも過去に運転されていた。英語表記は“RAPID EXP.”。

### 奈良線

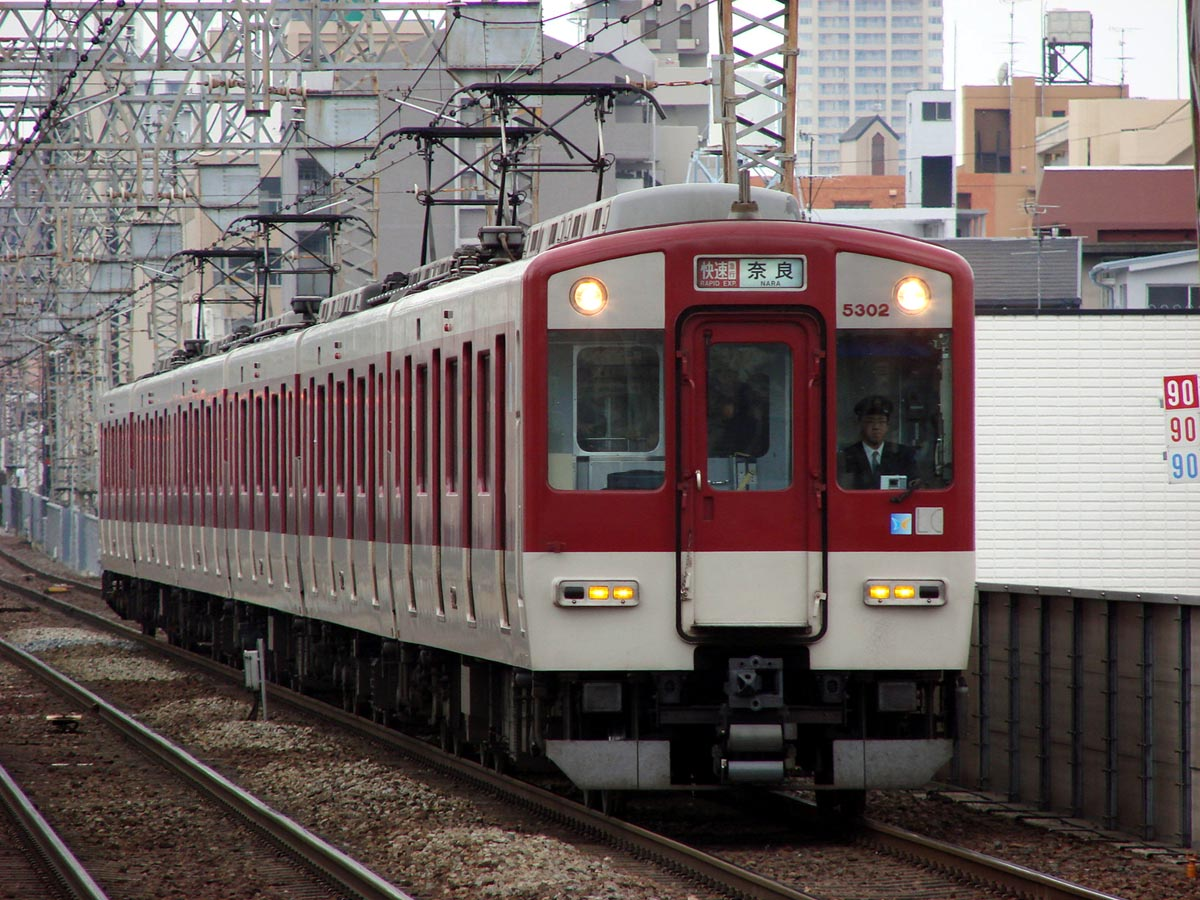
難波線から奈良線へ直通する快速急行は奈良線の主力。
写真は鶴橋-今里-布施間の複々線区間を走行する奈良行快速急行。

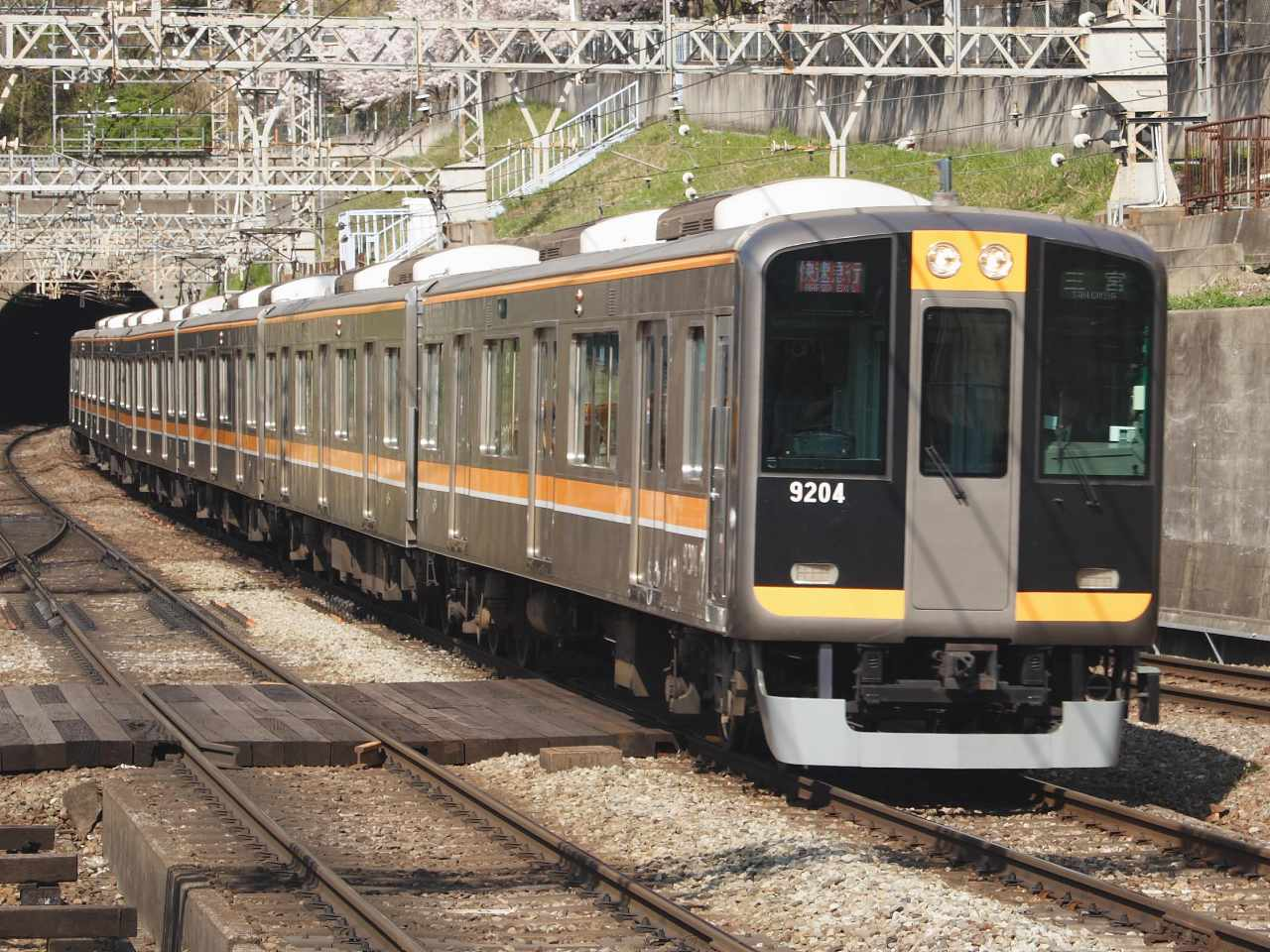
阪神車（9000系）による快速急行（石切駅）

難波線・奈良線では、大阪難波駅 - 近鉄奈良駅間で深夜を除いて終日運行されている。同区間の主力列車で、一般車両を使う列車種別では最上位である。
その前身は、1956年に運転開始した、鶴橋・西大寺のみ停車する上本町 - 近畿日本奈良（当時）間に設定された料金不要の特急だが、他線区で設定されていた有料特急と紛らわしいということもあり、1972年に特急から快速急行に種別変更し、同時に生駒駅・学園前駅を停車駅に加えている。なお、翌年からは同区間に有料特急も新たに設定されている。快速急行は1980年から平日の朝に10両編成で運行される列車が登場し、現在は平日ラッシュ時のほとんどの列車は10両編成となっている。2000年3月15日より、新大宮駅にも停車するようになった。2022年時点の近鉄線内の停車駅は、近鉄日本橋駅 - 大阪上本町駅 - 鶴橋駅 - 生駒駅 - 学園前駅 - 大和西大寺駅 - 新大宮駅で、平日の朝に菖蒲池駅に臨時停車する列車もある。
2009年3月20日、阪神なんば線の開業に伴い、阪神三宮（当時）- 近鉄奈良間で相互直通運転が開始された。快速急行については、神戸三宮 - 近鉄奈良間を直通する唯一の列車種別として位置づけられ、一部の列車が大阪難波駅発着である以外は、早朝・夜間以降は尼崎駅まで、それ以外は神戸三宮駅まで直通している。この阪神直通の快速急行も多くが8両または10両編成となっているが、阪神側の駅ホーム設備の都合により、10両編成は尼崎駅で増解結を行い阪神本線内（尼崎以西）は6両または8両となる。阪神本線内の快速急行停車駅（芦屋駅を除く）でホームが近鉄車両8両編成に対応する長さに延伸されたため、現在は平日ダイヤの夕方以降と土休日ダイヤのほぼ全てが8両編成で運転されている。
現行のダイヤは、主に準急または区間準急と東花園以東奈良方面各駅停車が、準急または区間準急とセットとして運行している。準急・区間準急は、上下とも8割方が、石切・布施（一部は、東花園）で通過追越を、東花園以東近鉄奈良方面各駅停車は、布施・八戸ノ里・東花園・瓢簞山・石切・東生駒のいずれかで通過追越を行い、奈良県内（生駒・奈良市内）の各駅から大阪市内を結ぶ速達列車との位置づけである。なお、かつては日中のみ急行と交互に運行されていたが、後に夕方以降も一部の快速急行が急行に置き換えられたこともあり、以前と比べて運行本数は減少している。
平日朝に1本設定されている神戸三宮駅発大和西大寺行きは、駅や時刻表では案内されていないが、大和西大寺で京都線からの近鉄奈良行き急行に接続するほか、大和西大寺からは急行天理行きに種別変更しそのまま天理線天理駅まで直通運転を行っている。なお、毎月26日の天理教祭典日に限り、『大阪難波経由天理行』の専用ヘッドマークを付けて運行される。ほかにも、大阪難波行き快速急行の折り返し回送列車が営業列車化することで、大阪難波駅発天理行き臨時急行が増発される（通常ダイヤでは快速急行が急行を待避・通過待ちさせることはないが、この臨時急行は通常ダイヤでは大阪難波駅折り返し後の入庫回送列車であるため、布施駅で快速急行を待避する）。
車両面では阪神電鉄直通列車においては、相互直通運転対応工事が行われたシリーズ21ないしL/CカーおよびVVVFインバータ制御車両に限定して運用されるが、近鉄線内で完結する大阪難波駅発着列車に限ってはそれ以外の一般車両も運用されている。なお、土休日ダイヤでは夕方以降、近鉄車両の2両編成を4編成連結した8両編成の運用が見られる（大和西大寺駅で、近鉄奈良発の4両編成と天理発の4両編成を併結する）。

### 大阪線・山田線・鳥羽線
大阪線・山田線・鳥羽線では、大阪上本町駅 - 名張駅・青山町駅・松阪駅（下りのみ）・宇治山田駅（平日下りのみ）・五十鈴川駅（土休日下りのみ）・鳥羽駅（夕方下りのみ）間で運行されている。最長運転区間の大阪上本町駅 - 鳥羽駅間の運転距離は150.4kmと、料金不要一般列車では非常に長い距離を走行する。
停車駅は、大阪上本町駅 - 鶴橋駅 - 五位堂駅 - 大和高田駅 - 大和八木駅 - 桜井駅 - 榛原駅 - 室生口大野駅 - 赤目口駅から青山町駅までの各駅 - 榊原温泉口駅 - 伊勢中川駅 - 松阪駅 - 伊勢市駅 から鳥羽駅までの各駅である。
運行時間帯は朝晩のみで、編成両数は6両を基本に青山町駅以西では最大10両で運転されており、大阪府大阪市の鶴橋から奈良県香芝市の五位堂までの26kmをノンストップで走り、通勤時間帯の大阪市内と奈良県内（中和地区・宇陀市）、三重県内（名張市・伊賀市）間の速達列車としての位置づけである。これは、布施駅の駅構造の問題（通過線がホームの無いところにあり、緩急接続ができない）や、急行が停車する河内国分駅、大和朝倉駅、長谷寺駅、三本松駅のホーム有効長が6両分しかなく、ラッシュ時の急行6両運転では輸送力に問題が生じることによるものである（ドアカットは行っていない）。また松阪駅以東発着の一部列車については伊勢中川駅で名古屋方面からの急行に、名張駅・青山町駅発着の一部列車については名張駅・青山町駅で伊勢中川方面からの普通列車に接続を受ける。朝ラッシュ名張発上りは鳥羽線、山田線内発の急行名張行きとして運行して当駅で増結した上で改めて快速急行となる運用がある。
快速急行は、布施駅の3層化改造工事の完成にともなって1978年3月に行われたダイヤ改正から、従来運行していた旧・急行を名称変更して登場した（五位堂駅は2001年3月、美旗駅は2003年3月から停車で、それ以前は通過していた。また五位堂は1987年9月まで区間快速急行・急行も通過していた）。また、同様に区間快速急行も「区間急行」の名称を変更して登場した。その上で、昼間時にのみ、従来の急行・区間急行に代わって布施駅・榛原 - 榊原温泉口間各駅に停車する現・急行が新設された。このダイヤ改正時に奈良線にも布施駅に停車する現・急行が新設され、布施駅での大阪線・奈良線の連絡が改善され、現在のダイヤの基本形が完成している。また2012年3月20日の白紙ダイヤ変更までは室生口大野駅と赤目口駅を通過し、伊賀上津駅・西青山駅・東青山駅に停車していた。
この路線の快速急行は前述の奈良線とは異なり難波線には乗り入れていない。
2016年ダイヤ変更以前までは大和八木駅終着の列車、2003年ダイヤ変更以前と2012年度ダイヤでは伊勢中川駅始発の列車、2020年ダイヤ変更までは鳥羽駅始発の列車も設定されていた。
以前は、大阪線・山田線のみに設定されている種別で、わずか2駅（室生口大野駅、赤目口駅）だけ当時の快速急行より停車駅が多く、運行本数は快速急行より多かった区間快速急行もあった。方向幕や案内では略称の区間快速と表記、案内されていた。英語表記は "SUB. RAPID EXP." （"Suburban Rapid Express" の略） であった。廃止直前の運転区間は大阪上本町駅 - 大和八木駅（下り最終の1本のみ）・名張駅（上り最終の1本のみ）・青山町駅・伊勢中川駅（上り1本のみ）または松阪駅間（越年終夜運転時は五十鈴川駅まで延長）。2012年3月20日のダイヤ改正で、区間快速急行は快速急行と統合され、廃止された。
廃止前の停車駅は、大阪上本町駅 - 鶴橋駅 - 五位堂駅 - 大和高田駅 - 大和八木駅 - 桜井駅 - 榛原駅 - 室生口大野駅 - 赤目口駅から榊原温泉口駅までの各駅 - 伊勢中川駅 - 松阪駅であった。
車両面では、快速急行および廃止された区間快速急行共に青山町駅以東を運行する列車は運転距離が100kmを超える関係から、原則として大阪線および名古屋線所属車両の中でも5200系やL/Cカーなどのクロスシートを備えた車両（これらの車両はトイレ付き車両が連結されている）か、ロングシート車両の中でもトイレ付き車両を連結する（2610系や1200系など）の形式に限定されて運用される（増結編成はこの限りでない） 。

### 南大阪線・吉野線
南大阪線・吉野線では、春の行楽期に臨時列車として「さくら号」などの愛称がついた快速急行が運転される。ただし、愛称無しで運転されることもある。
2012年3月の白紙ダイヤ変更で、一部の特急が古市駅に停車するようになって以降は、快速急行と古市停車の特急では停車駅が同一となっているが、吉野線が単線であることから、長時間停車がある。
過去には、秋の行楽期や藤井寺球場での野球開催日にも運転されたことがあり、愛称も「ぼたん号」「あすか・みよしの号」「なし狩号」（「20世紀号」より改称）「バファローズ号」などがあった。梨狩りの時期に限っては大阿太駅に、野球開催時には藤井寺駅にも臨時停車していた。
1970年代までは列車種別を「快速」（近鉄では快速は急行より上位種別）としていたが、奈良線に快速急行が運転されるようになったのと相前後して快速急行に改称した。

### 京都線
京都線には、1988年のなら・シルクロード博覧会の際に臨時運行したのを契機に、土日の昼間時間帯に臨時列車として快速急行が1時間に1本設定されていた（当時の停車駅は竹田駅、近鉄丹波橋駅、大和西大寺駅）が、定期列車として1998年3月17日から2003年3月6日まで、京都駅 - 近鉄奈良駅間に快速急行が運転されていた。定期列車時の停車駅は竹田駅 - 近鉄丹波橋駅 - 大和西大寺駅 - 新大宮駅（2000年改正以降）と、同区間を運転する急行と比べてはるかに少なく、特急停車駅に竹田と新大宮を追加したものだった。
新設時の運転本数は土日午前2本、午後2本の計4本であった。その頃の快速急行待避駅は奈良県内では高の原駅で、同駅を通過する快速急行を急行が待避していた。2000年からは京都 - 奈良間の日中は1時間あたり快速急行2本・急行2本と新設された京都市営地下鉄烏丸線直通（国際会館駅発着）の急行2本とで、急行系が6本運行された（快速急行と地下鉄直通の急行は竹田駅で接続）。
京都線の快速急行は、2003年3月6日に急行に統合され廃止された。

## 南海電気鉄道
高野線の快速急行は2003年5月31日に昼間時間帯の難波駅 - 極楽橋駅間の急行の一部を千早口駅･天見駅･紀見峠駅通過に変更して登場した。また2008年11月1日のダイヤ改正から平日の夕方のラッシュ時に難波発橋本行きを運行している。なお極楽橋発着は2扉車のズームカーで平日の夕方のラッシュ時に運行される難波発橋本行きは20m4扉車でそれぞれ運用される。
また高野線では1958年～1968年にも快速急行が存在していたが(現在の急行)､この時の停車駅は新今宮駅・堺東駅・北野田駅と河内長野駅以南の各駅であった(新今宮駅は1966年の駅開設時より停車)。当時の急行はこれに加え住吉東駅･三国ヶ丘駅･初芝駅に停車していた。極楽橋駅の行灯式案内表示機における｢快急｣の表示はこの当時のもので30数年ぶりに定期使用されたことになる。現在の停車駅は難波駅 - 新今宮駅 - 天下茶屋駅 - 堺東駅 - 北野田駅 - 金剛駅 - 河内長野駅 - 三日市町駅 - 美加の台駅 - 林間田園都市駅から極楽橋駅までの各駅である。
輸送障害時などに20m4扉車が代走する場合があり､この場合は難波駅 - 橋本駅間のみで運行され､以降は運転打ち切りとなる。

## 京阪電気鉄道

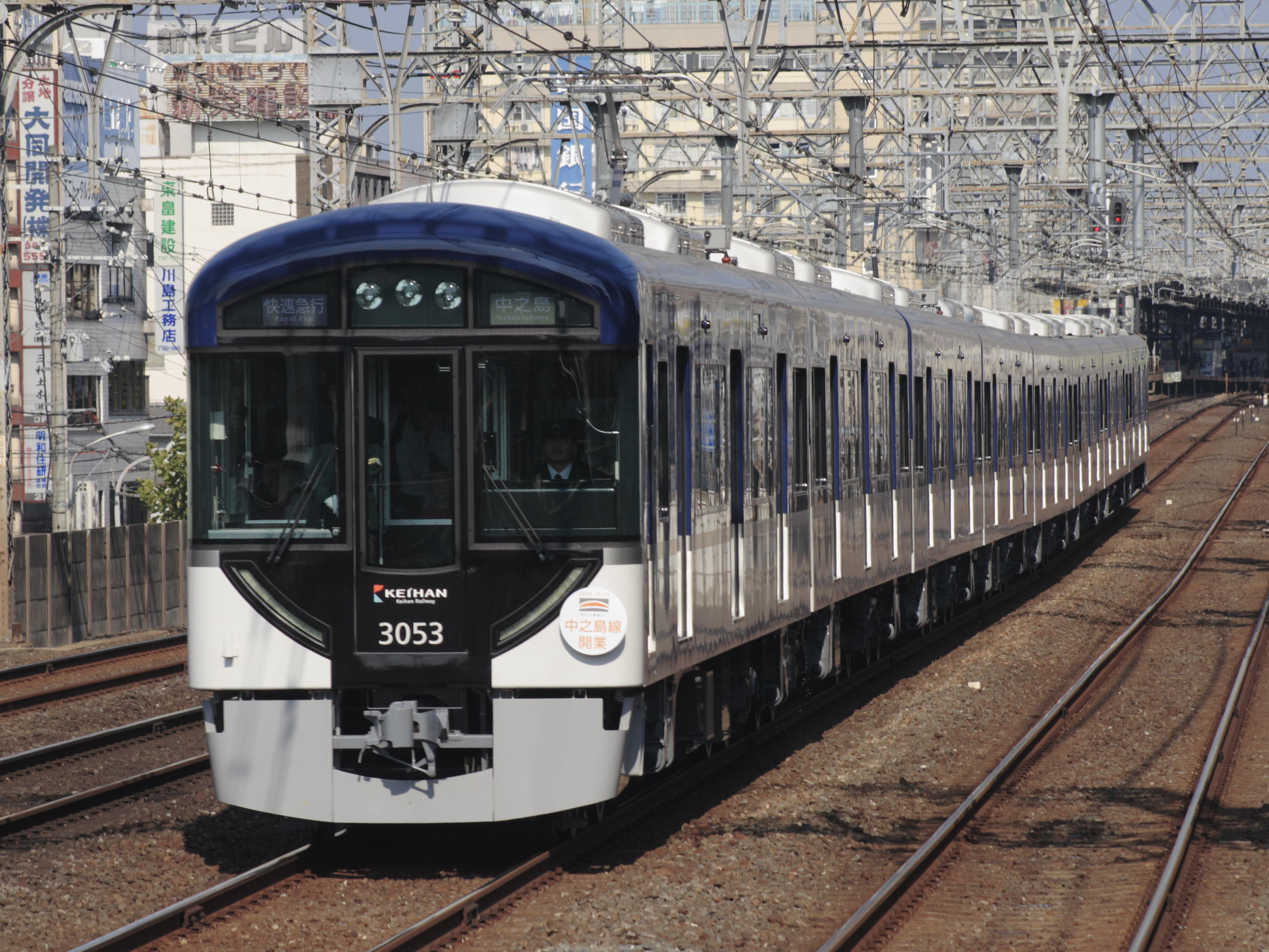
京阪の快速急行（2008年10月撮影）

京阪電気鉄道では2008年10月19日に中之島線開業に合わせて同線および京阪本線・鴨東線にて運転が開始された。また、深夜には交野線直通の列車も運行されていた。なお、京阪の快速急行運転開始で、関西の五大大手私鉄すべてに快速急行が存在することとなった。

## 阪神電気鉄道
阪神電気鉄道では本線と阪神なんば線で運転されている。英語表記は“RPD. EXP.”。

### 本線

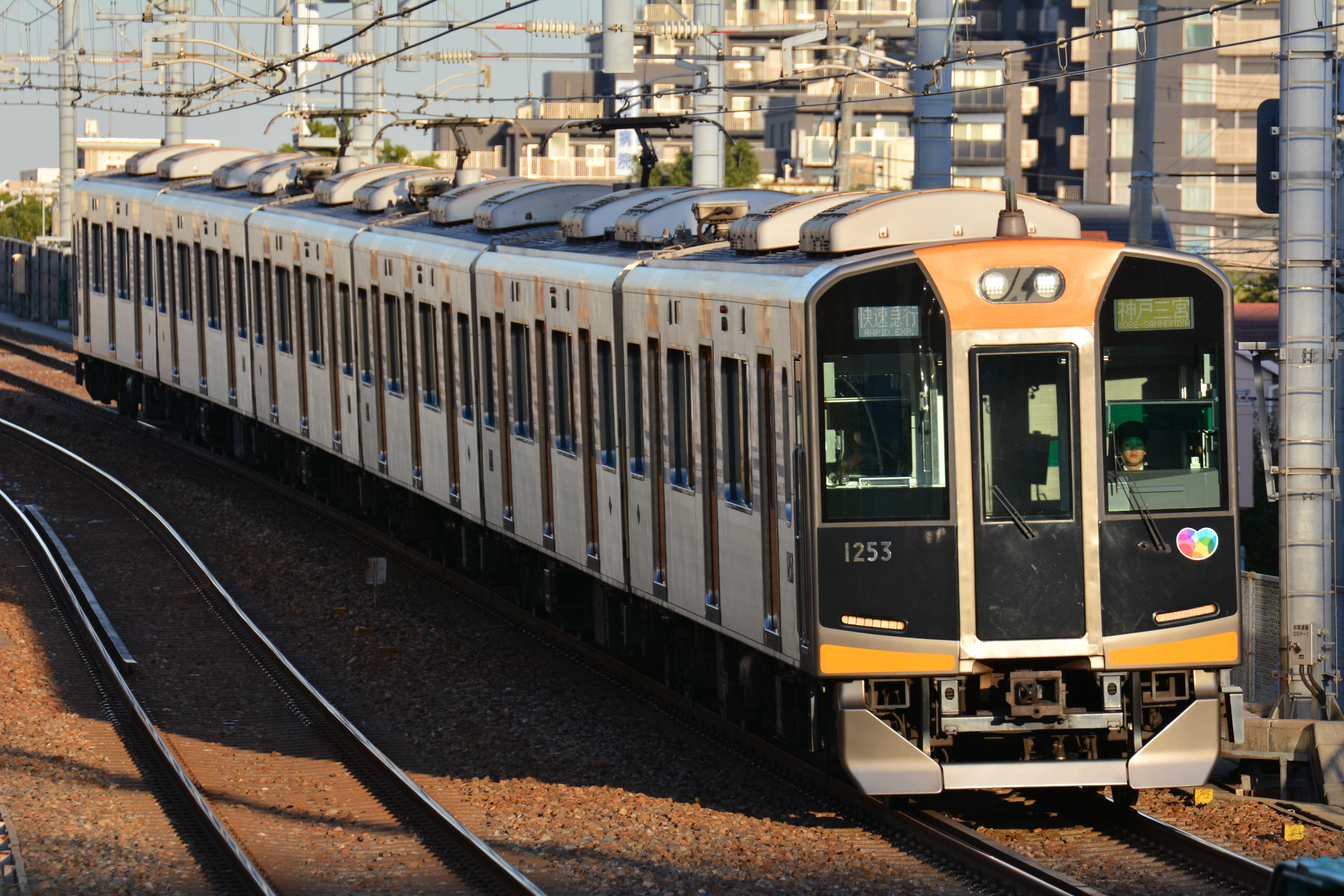
阪神本線を走行する1000系の快速急行（2019年11月撮影）

阪神本線においては、1983年(昭和58年)に運行を開始した。当初は梅田 - 三宮（当時）間に休日昼間時の西宮止まりの急行を延長して設定された。他社の快速急行と大きく異なる点は、通常は特急と急行の中間の種別として設定されるのに対し、阪神本線においては設定以来千鳥停車により実質特急と同等か、区間によってはそれ以上の種別として扱われている点にある。同様の例は他に2007年3月6日のダイヤ改正以前の西武新宿線に見られる程度であったが、特急が有料、快速急行が無料という差はあった。設定当初は、西宮までは従来の急行停車駅（野田・尼崎・甲子園）に停車し、西宮 - 三宮間は無停車（大阪方面行きはこれに青木が加わっていた）での運行であった。当時12分ヘッドであった特急と併せて、実質阪神間を6分ヘッドで優等列車が走るようになったが、運行開始当初は大阪方面行きは青木で特急待避したため、6分ヘッドとなったのは実質神戸方面行きのみであった｡
その後平日にも快速急行の運行が拡大し、青木待避を中止するなどして特急とともに阪神本線の主要優等列車となった。西宮 - 三宮間は完全に無停車で特急より上位の最優等列車となる。のちに六甲ライナーとの連絡のため魚崎が停車駅に追加される。2009年3月20日の阪神なんば線大阪難波延伸開業までは、西宮 - 三宮（当時）間では、特急より1駅停車駅が少ない状態が続いた。
山陽電気鉄道との直通特急運転開始のダイヤ改正で日中が10分ヘッドに変更され直通特急・特急が増発されたことと引き換えに、快速急行は平日夕方の梅田 - 三宮（当時）間のみの運行に縮小された、併せて魚崎を通過とする代わりに青木に再び停車して上りでは普通と連絡したほか、HAT神戸へのアクセスも考慮して岩屋にも新規で停車したが、特に上りでは、三宮（当時）の発車ホームが異なる上に梅田方面の阪神普通が到着する直前に発車してしまうため接続が悪く（特に上りの三宮（当時） - 山陽須磨間で直通特急が停車しない駅からの普通利用の場合。夕ラッシュの山陽普通は高速神戸で阪神普通に接続する）、利用率はあまり高くなかった。
西大阪線（現：阪神なんば線）では1974年の西大阪線特急廃止後、長きにわたって線内を往復する普通のみが運転されていたが、2009年3月20日の阪神なんば線延伸開業に伴い、三宮（当時）から当路線を介して上記の近鉄奈良線近鉄奈良駅の間で相互直通運転が開始され、快速急行は神戸三宮 - 近鉄奈良間を直通する種別として運転されるようになった。阪神なんば線開業直後の本線内の停車駅は魚崎 - 芦屋 - 西宮 - （今津） - 甲子園 - （武庫川） - 尼崎だった。なお今津は土休日に、武庫川は平日昼間と土休日に停車（これは選択停車の形態と言える）。これに伴い、梅田 - 西宮間で運転されていた急行の一部が梅田 - 尼崎間の運転となり、尼崎で快速急行に接続するよう変更された。また西宮 - 神戸三宮間（今津・武庫川を通過する時間帯では尼崎 - 神戸三宮間）において、御影に停車しない分、実質的に特急より上位の種別となる。御影に関しては利用客数が多く、停車の要望も多かったが、21m級と大柄な近鉄車両ではホーム長が足らず、待避駅構造のため近鉄車両に合わせたホーム延伸は大がかりとなるため不可能であること、さらにホームが急カーブ上にあるため特に近鉄車両ではオーバーハングが大きくなりホームと車両との隙間が大きくなりすぎて危険なため通過となった。このため御影は通過しているが、分岐器制限との関係もあり超低速で通過する｡
2012年3月20日のダイヤ改正より土休日ダイヤの朝7時 - 8時台の近鉄奈良行き快速急行3本が新開地始発となり、神戸高速線を走行する快速急行が新たに設定された。神戸高速線内では各駅に停車する。この3本はともに神戸三宮発新開地行き普通（2016年3月19日のダイヤ改正前までは特急）の折り返しとなるため1000系・9000系の限定で運用された。なお、この新開地発の快速急行は2022年12月17日のダイヤ改正で神戸三宮発に変更されたため、神戸高速線を走行する快速急行は消滅した。
2020年3月14日のダイヤ改正より、土休日ダイヤにおいてはこれまで6両編成で運転されていた列車のほぼすべてが8両編成で運転されるようになり、踏切に挟まれホームを延伸できない芦屋駅をすべての列車が通過するようになった（平日はすべて本線内を6両編成で運転するため終日停車）。また平日昼間には、武庫川に停車する列車が今津にも停車するようになった。これにより、神戸三宮 - 尼崎間の停車駅は魚崎 - （芦屋） - 西宮 - （今津） - 甲子園 - （武庫川） - 尼崎となっている（平日の昼間と土休日は今津・武庫川に停車し、土休日は芦屋を通過）。
2022年12月17日のダイヤ改正により、平日日中はそれまでの1時間あたり3本（20分間隔）から2本（30分間隔）に減便された（土休日ダイヤは変更なし）。また、土休日ダイヤにおいてはごく一部を除きほぼ8両編成での運転となり、平日においても夕方以降は8両編成での運転となったことから、芦屋駅は平日朝のみの停車に縮小された。一方、平日は日中のみ停車であった今津駅は、夕方以降も全て停車するようになった（今津駅は平日朝のみ通過。但し、阪急神戸本線に輸送障害が発生し阪神本線で振替輸送を実施する場合は今津駅にも臨時停車する）。
阪急神戸本線と同様、新型コロナウイルス感染症が蔓延するまでは毎年開催されているみなとこうべ海上花火大会当日または神戸ルミナリエ開催期間中の土曜・日曜に限り、阪神なんば線の定期列車を延長し、夜間に神戸三宮発尼崎行きの臨時快速急行が運転された。なお、コロナ禍が明けたあと（5類相当に移行後）も臨時快速急行は運転されていない。

### 阪神なんば線

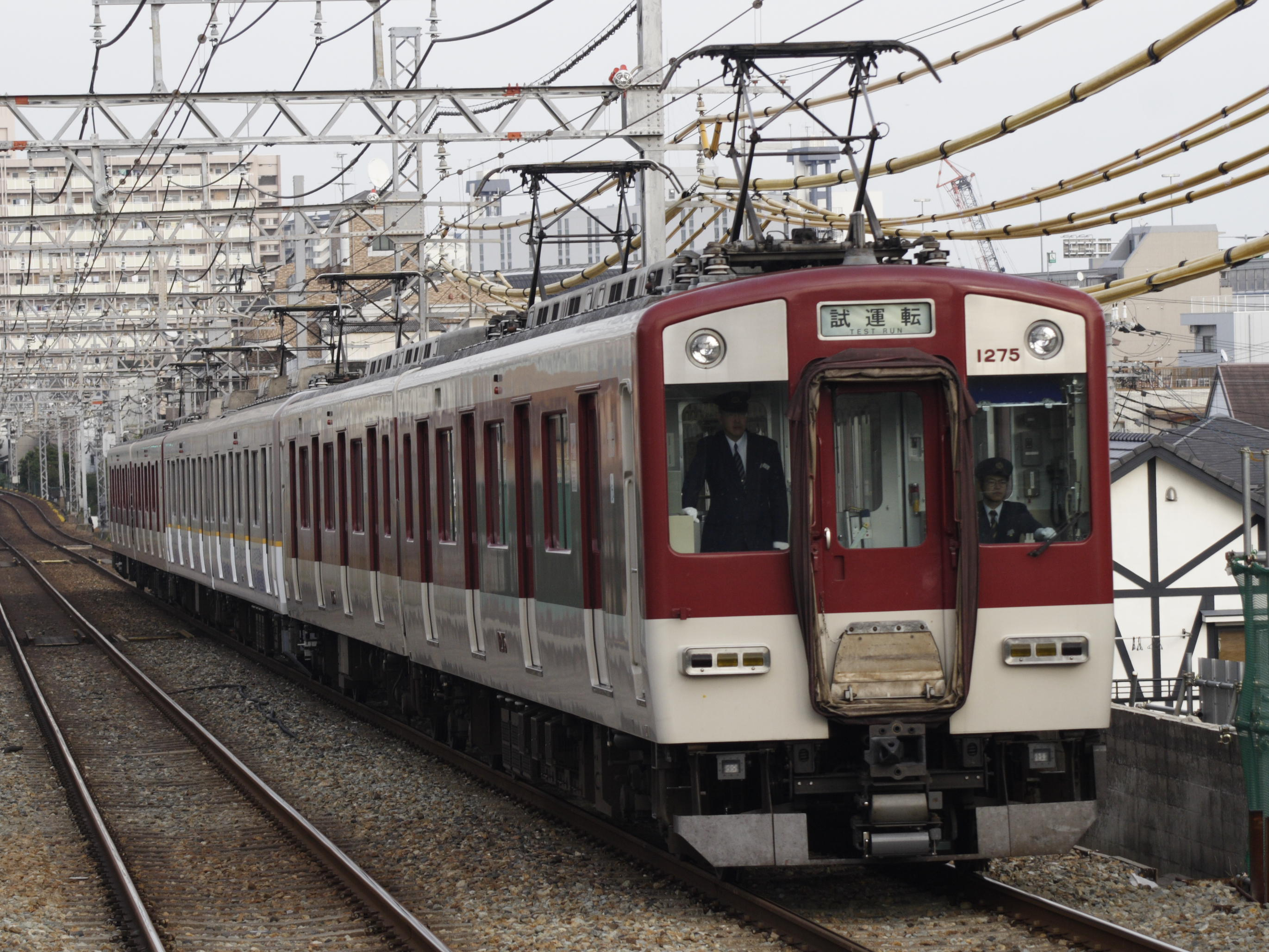
阪神なんば線を走行する近鉄車の奈良行快速急行。
阪神電鉄線内の快速急行は阪神に合わせた方向幕を使用。

阪神なんば線では、西九条 - 大阪難波間が延伸開業した2009年3月20日より運行を開始。快速急行は基本的に神戸三宮 - 近鉄奈良間を直通して運行されるが、早朝・夜間に限り本線には乗り入れず尼崎 - 近鉄奈良間での運転となるほか、平日朝には神戸三宮発大阪難波行き（大阪難波で急行、準急、普通のいずれかに種別変更し近鉄奈良線に直通）の設定がある。阪神なんば線内では尼崎から西九条までの旧西大阪線区間の中間駅を全て通過し、新規に開業した西九条 - 大阪難波間は各駅に停車する。種別の色表示は阪神（水色）と近鉄（赤色）とで異なるため、近鉄線方面行きは桜川駅発車後に、阪神線方面行きは大阪難波発車後に、それぞれ表示を変更する。なお、当線での当種別の運行開始直後は、近鉄線から乗り入れる各駅停車の本数の都合上、平日昼間時間帯のみ尼崎 - 大阪難波間で各駅に停車して旧西大阪線区間における各駅停車の機能も担っていたが、2012年3月20日のダイヤ改正で旧西大阪線区間の中間駅への停車は取り止められた。
かつては、毎月26日の天理教祭典日のうち平日ダイヤに該当する日のみ、朝に神戸三宮駅到着後回送として折り返す列車を営業列車化し臨時快速急行天理行き（大阪難波から臨時急行に種別変更）として運用していたが、2016年3月19日のダイヤ改正で大和西大寺行きとして定期列車化した。なお、当初は前出の天理教祭典日のみ、大和西大寺で臨時急行に種別を変更した上で天理まで延長運転していたが、現在では平日ダイヤにおいて毎日、大和西大寺で急行天理行きに種別変更し天理駅まで直通している。

## 有料快速急行

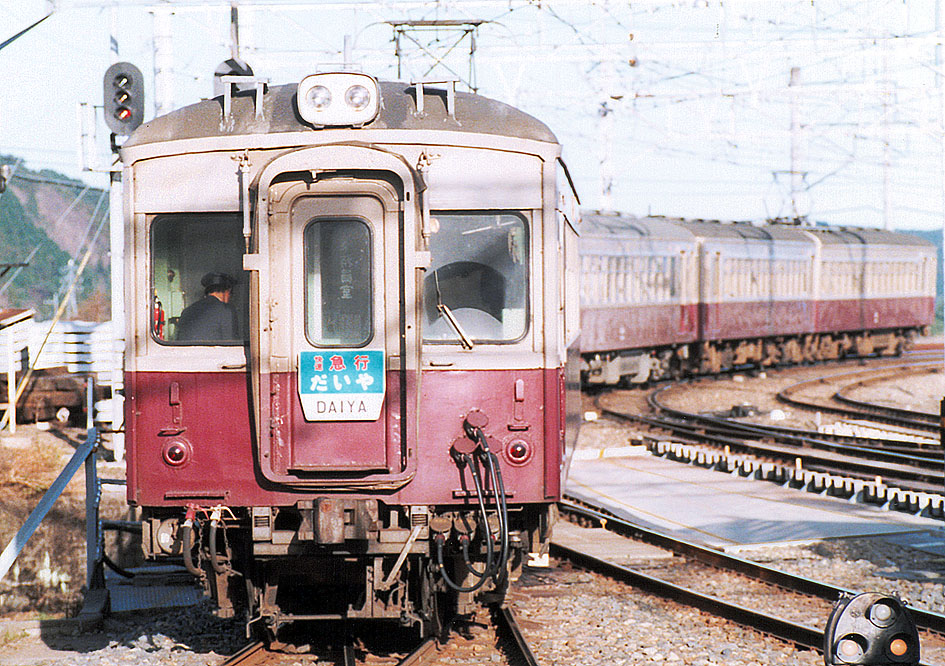
5700系 快速急行 「だいや」

かつて東武鉄道では、伊勢崎・日光線系統で特急「けごん」・「きぬ」の補完を果たす列車として、1976年（昭和51年）より1991年（平成3年）まで、快速用としても用いられる6000系（1976〈昭和51〉- 1986〈昭和61〉）・6050系（1985〈昭和60〉- 1991〈平成3〉）および5700系（1976〈昭和51〉- 1988〈昭和63〉）を用い、全車座席指定席制として快速急行券（1988年〈昭和63年〉より座席指定券）を徴収する優等列車として運転されていた。昼行列車の停車駅は、北千住駅に下り列車が停車するようになる1997年（平成9年）以前の急行のそれとほぼ同じであった。
快速急行の設定以前、同列車は「急行」として運転されていた。しかし、伊勢崎線急行（当時）「りょうもう」用の1800系と比較して停車駅・車両設備ともに劣るため、「快速急行」として種別を分けたものである。すなわち、一般的な例とは逆に、この快速急行は急行よりも下位の種別となっており、この列車の場合は「快速な急行」（急行の派生種別扱い）ではなく、「全車指定席の快速」に「快速急行」の種別を割り当てたもの（快速の派生種別扱い）である。
1991年（平成3年）に定期列車は急行用車両300系・350系（いずれも前述の1800系からの改造車）へ置き換えられ、車両設備がふさわしいものとなったため「急行」に種別を改めた。その後も快速急行は夜行列車を中心に臨時列車として運行されたが、夜行列車についても使用車両の変更に伴い、2001年（平成13年）に急行へ、さらに2006年（平成18年）からは特急へ格上げされており、これ以降（有料の）「快速急行」は事実上運行されていない。
なお、料金不要の「急行」が運行されている現行体制において、同様の性格の列車（一般車両による座席指定列車）が設定される場合、「THライナー」のように列車愛称名が種別を兼ねている。

## 過去の事業者

### 西日本鉄道

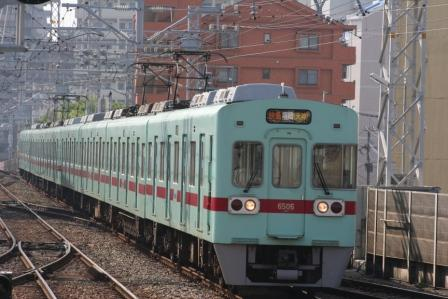
6000・6050形8連で運行される快速急行（西日本鉄道）

天神大牟田線においては、2001年1月20日のダイヤ改正において、大牟田駅・西鉄柳川駅 - 西鉄福岡（天神）駅間で朝ラッシュ時に上りのみ運行開始された。それまでは朝ラッシュ時の上り急行は、8両編成を使用する運用に限り、二日市以北の急行停車駅（大橋駅・春日原駅・下大利駅）を特別通過していたが、同日のダイヤ改正により急行の全列車が停車することになったので、その代替として運行されるようになった。
西日本鉄道で唯一8両編成で運行され（他の列車は最大7両）、車両も4ドアの6000形・6050形電車が限定的に使用された（なお、2編成繋いだだけであるため、編成間での通り抜けはできなかった）。停車駅は、急行の停車駅から春日原駅・下大利駅を除いたものとされた。停車駅から2駅を除いたのは、遠近分離のため、および上記2駅がホーム端に踏切があるためホーム延長に対応できないと言った制約などにより、8両編成の列車が停車できないためである。また、女性専用車両の設定に関して、乗車位置が快速急行に限り、他の種別と異なる駅も存在したが、その場合は種別カラーのオレンジ色を用いて他の種別と専用車両の乗車位置の違いを区別した。
2010年3月27日のダイヤ改正で「直行」とともに廃止され、全電車が8両編成未満で運行されるようになった。

### 大阪市交通局
2001年3月から2007年3月まで平日夕方に大阪市営地下鉄堺筋線天下茶屋駅から阪急京都本線直通河原町行きを運行していた（通称「堺筋快速急行」）。堺筋線内は各駅に停車していた。

### 阪急電鉄
1987年から2022年まで運行されており、2022年12月時点では神戸本線・京都本線で運転されていた。英語表記は“Rapid Exp.”。また、2003年から2006年の間は、宝塚本線でも運転されていた。2022年12月のダイヤ改正において、快速急行の種別は消滅となり「準特急」に名称が変更された。

#### 神戸本線
神戸本線では1987年に運行を開始した。設定の趣旨は、特急運転終了後の深夜帯の速達サービスの充実で、当時の特急停車駅に塚口駅・夙川駅・六甲駅を追加して従来の急行（西宮北口以西各駅）を格上げすることで登場した。快速急行はその後も定着し、2019年時点で早朝と深夜に大阪梅田駅 - 神戸高速線新開地駅間（深夜に上りの西宮北口行きあり）で運行されている。停車駅は十三駅・塚口・西宮北口駅・夙川・岡本駅・六甲・神戸三宮駅 - 新開地駅間の各駅。2006年10月28日からのダイヤでは通勤特急の停車駅に夙川駅が加わったため、快速急行との停車駅の違いが六甲駅を通過するか否かだけとなった。
1995年1月17日に発生した阪神・淡路大震災までは、正月三が日や行楽期の午前中､あるいは沿線の中学･高校の登校日の土曜日昼間（ただし下りのみ）にも梅田駅 - 三宮駅（当時）間に臨時快速急行が運転されていた。正月三が日や行楽期の運転では六甲駅で特急を待避するダイヤで、登校日の土曜日昼間は梅田駅発特急の1分後（続いてその1 - 2分後に普通が発車）に発車し、そのまま三宮（当時）まで逃げ切るダイヤであった。震災後は、新型コロナウイルス感染症が蔓延するまで、毎年開催されているみなとこうべ海上花火大会当日または神戸ルミナリエ開催期間中の土曜・日曜に限り、梅田行きのみ運転された。なお、表示幕には「臨時快速急行」も用意されているが使用していたのは初期のみで、のち臨時列車でも定期列車と同じ「快速急行」を掲示していた。

#### 京都本線
京都本線では1997年3月2日ダイヤ改正から導入された。1997年当時の特急の停車駅（十三駅・高槻市駅・大宮駅・烏丸駅）に桂駅を加えたもので､当初は平日朝1本と夜間の特急運転終了後に4本、いずれも梅田（当時）発河原町（当時）行きとして運行していた。
その後2001年3月24日のダイヤ改正で特急系統・急行系統の整理が行われ、それまでの快速急行は「快速特急」に名称が変更され、同時に従来の急行が「快速急行」と名称を変更されて運行されるようになった。この当時のダイヤでの特徴として、平日夕方に大阪市営地下鉄堺筋線天下茶屋発河原町（当時）行き（通称「堺筋快速急行」）が設定されていたことが挙げられるが、後の2007年3月のダイヤ改正でこの系統の種別は快速急行から準急（通称「堺筋準急」）に変更された。
2022年12月の廃止時点では、快速急行は平日の日中を除く時間帯と休日の早朝・深夜に大阪梅田駅 - 京都河原町駅間で運行されていた。停車駅は十三駅・淡路駅・茨木市駅・高槻市駅・長岡天神駅・桂駅・西院駅・大宮駅・烏丸駅であった。特急系統よりも始発が早く、また終車が遅い特徴があり、特急が運行されない時間帯の京阪間最速達種別として機能していた。平日ダイヤの朝夕ラッシュ時は、淡路駅を通過する通勤特急と交互に運行されていた。また、深夜の下り1本のみ高槻市行きであった。

#### 宝塚本線
宝塚本線では2003年8月30日より2006年10月28日の改正まで昼間時間帯にそれまで運行されていた特急・急行（20分間隔でそれぞれ交互に運行）に代わり梅田（当時） - 宝塚間で運行されていた。2006年の改正で全列車が急行に格下げされ廃止された。
停車駅は十三駅・豊中駅 - 山本駅の各駅。豊中駅以遠は3駅しか通過せず、さらに山本駅まで途中の蛍池駅・石橋駅（当時）・池田駅・川西能勢口駅・雲雀丘花屋敷駅とを含めて7駅連続で停車したため速達性に欠けたこと（廃止前の特急は蛍池駅・雲雀丘花屋敷駅を通過）、快速急行を運行していた当時は梅田 - 宝塚の全区間で1時間あたり普通とで12本運行されており輸送過剰であったこと（ほかに競合するJR宝塚線でも同区間は昼間時間帯は1時間あたり8本が運行されている）で、最終的に昼間時間帯の特急を運行開始する前の状態に戻され、現在に至る。

### 大井川鐵道
大井川鐵道の大井川本線では、2025年（令和7年）4月6日まで、毎日運転で上り最終列車として家山発金谷行きが1本運行されていた。大井川鐵道の急行は有料で乗車には急行券が必要だが、快速急行は急行券を必要としない。
2023年（令和5年）10月1日のダイヤ改正で新設され、臨時列車として毎週金曜日とSL急行「かわね路」4号運行日に、新金谷駅 - 家山駅間で1往復が運行され、福用駅にも停車していた。上り列車（新金谷行き）は新金谷駅到着後、普通金谷行きに変更して運行していた。2024年（令和6年）6月6日のダイヤ改正で毎日運転となったが、上りのみの設定となり、福用駅を通過するようになった。 
2025年（令和7年）4月7日のダイヤ改正で普通列車に置き換えられ廃止となった。
- 停車駅（金谷駅 - 家山駅間）
  - 家山駅 → 新金谷駅 → 金谷駅